# 汀州会馆 (苏州)
汀州会馆是一处苏州市文物保护单位，位于中国江苏省苏州市姑苏区阊门外上塘街285、287号。

## 历史
汀州会馆是一座建于清代的会馆，由福建省汀州府商贾集资建造，现为仓库。2003年8月1日公布为苏州市控制保护建筑。后改建为苏州商会博物馆。2019年列入第八批苏州市文物保护单位。